# Last cross
「last cross」（ラスト クロス）は、光岡昌美の4thシングルである。2008年12月17日にポニーキャニオンから発売された。

## 概要
3カ月連続リリースシングルの第2弾となっており、表題曲の「last cross」は『家庭教師ヒットマンREBORN!』のオープニングテーマとなっている。
通常盤と初回限定盤とREBORN通常盤の3種類での発売で、初回限定盤には表題曲のVideo Clipとメイキング、「CDでーた Shooting」のメイキングが収録されたDVDが付属しており、DUOケース仕様となっている。REBORN通常盤はジャケットもREBORN通常盤専用のものとなっている。

## 収録曲

### CD
※「Desperate」と「last cross（TV version）」は通常盤とREBORN通常盤、「last cross-Instrumental-」初回限定盤のみ収録。
1. last cross
作詞：光岡昌美、作曲：T2ya、編曲：小高光太郎
2. Silent of me
作詞：光岡昌美、作曲：T2ya、編曲：小高光太郎
3. Desperate
作詞：光岡昌美、作曲：T2ya、編曲：小高光太郎
4. last cross（TV version）
5. last cross-Instrumental-

### DVD（初回限定盤のみ）
1. last cross（Video Clip）
2. last cross（Making）
3. CDでーた Shooting（Making）

## カバー
- 獅子神レオナ - 「last cross - from CrosSing」が、カバーソングプロジェクト『CrosSing - Music＆Voice-』の楽曲として2022年6月29日に配信開始[5]。